# الراجل الي ورا عمر سليمان
الراجل الي ورا عمر سليمان هي ميم ظهرت في فترة الثورة المصرية، ويقصد به اللواء حسين شريف الذي كان واقفا خلف عمر سليمان أثناء إعلانه تنحي حسني مبارك عن الرئاسة يوم الجمعة الحادي عشر من فبراير 2011 م . وتم تأليف العديد من الأغاني الساخرة على هذه الشخصية

## روابط خارجية
- أغنية انا عايز ابقى زى الراجل إلى واقف ورا عمر سليمان على يوتيوب